# LITS
LITS（リーツ、リッツ）は、盤面に黒マスを配置するペンシルパズルの一つである。

## 概要
LITSの盤面は方眼を太線で区切っただけの盤面である。ルールではこの区切られた枠をブロックと呼んでいる。
他の多くのパズルと同様、解答は一意的に定まるように作られている。
「LITS」はニコリでつけられた名前で、使うテトロミノの種類に由来する。

## ルール
- 各ブロックにはテトロミノが一つずつ入る。
- テトロミノは黒マス4つで出来ている。
- テトロミノはL型、I型、T型、S型の4種類を使う（L型とS型は裏返しても良い）。同じ型のテトロミノは隣接しない。
- すべての黒マスは縦横にひとつながりになる。
- 黒マスが2×2以上の固まりになってはいけない。

## 歴史
- LITSは、パズル通信ニコリ106号（2004年春号）の「オモロパズルのできるまで」というコーナーにおいて初めて発表され、113号よりコーナーから独立している。誕生当時は「ヌルオミノ」という呼称で発表され、112号で「LITS」に改称されている。

## いくつかの基本的な解法
- 4マスのブロックはすべて黒マスになる。小さいブロックの中央部は黒マスになる、これは各ブロックに入る黒マスはブロック内で一つながりになるからである。中盤以降は、黒マスが2×2以上の固まりになってはいけないことと、同じ型のテトロミノは隣接しないことから解答していく場合が多い。